# The Dawn Wall
The Dawn Wall è un film documentario del 2017 diretto da Josh Lowell e Peter Mortimer che racconta la vita dello scalatore statunitense Tommy Caldwell e in particolar modo la sua salita assieme a Kevin Jorgeson della parete Dawn Wall nel Parco nazionale di Yosemite nel corso di sei anni di studio e tentativi.

## Trama
Il film è un documentario sull'impresa di Tommy Caldwell di scalare i 900 metri della Dawn Wall a El Capitan, nel Parco Nazionale dello Yosemite. Parte dalla sua infanzia, passando per l'adolescenza, la formazione, l'ideazione dell'impresa, la ricerca di un compagno e i tentativi spesi per realizzare il folle progetto, giungendo poi alla ascesa finale. 
Bambino timido e con alcuni deficit, Tommy viene cresciuto in modo avventuroso dal padre, che lo porta il più possibile in montagna e lo sprona a mettersi sempre alla prova. 
In occasione della tappa cittadina di una competizione itinerante di arrampicata Tommy partecipa vincendo sia la gara open che quella riservata agli atleti, acquisendo improvvisa notorietà nel settore. Diventa uno degli arrampicatori più forti e insieme ad altri 3 arrampicatori - tra cui la sua fidanzata Beth Rodden - effettuano una spedizione sponsorizzata per arrampicare in Kirghizistan, dove però vengono sequestrati dal Fronte Nazionale Uzbeko. Dopo 6 giorni in fuga senza mangiare Caldwell spinge la loro guardia in burrone e i 4 riescono a fuggire e salvarsi. Rimpatriati e acclamati come eroi mentre ancora devono metabolizzare lo shock, rimangono a lungo scossi.
Tommy e Beth decidono di ripartire dalla loro "base sicura", l'arrampicata, ma a solo un anno dagli avvenimenti del Kirghizistan, nel 2001, Tommy subisce un grave incidente domestico tagliandosi accidentalmente il dito indice della mano sinistra con una sega da banco. Nonostante 3 operazioni chirurgiche in una settimana, alla fine Caldwell subisce l'amputazione di due falangi del dito, menomazione che avrebbe posto fine alla sua carriera di arrampicatore. Contro ogni pronostico invece attraverso un periodo di riabilitazione e di successivo adattamento dell'allenamento ritorna a scalare ai livelli pre-incidente. 
Le avversità però non sono finite: Beth, nel frattempo divenuta sua moglie, entra in crisi ed alla fine i due si separano. Distrutto emotivamente da questo distacco Caldwell decide di dedicarsi a un folle progetto che potesse occupargli in modo totale la mente: scalare una parete fino ad allora ritenuta inscalabile, la Dawn Wall.
Trovato un compagno di avventura in Kevin Jorgeson, fortissimo boulderista ma digiuno di multipitch, Caldwell inizia ad attuare il suo progetto.
Numerosi tentativi a più riprese attirano via via l'attenzione dei media, prima specializzati poi anche di quelli di massa.
Durante innumerevoli tentativi i due arrampicatori riescono a chiudere gran parte dei 900 metri di parete ma rimangono irrisolti due passaggi che affronteranno nel tentativo finale di complessivi 19 giorni, a coronamento di un lavoro di 6 anni.
Ad acclamarli in cima ed in valle, la moglie e il figlio, i genitori, una folla di sostenitori, e un nugolo di giornalisti.
Persino Obama dedica loro un tweet di congratulazioni. L'impresa è compiuta.

## Tecniche di ripresa
Essendo vietato l'uso di droni nel Parco Nazionale, la troupe ha dovuto allestire un grande triangolo di corde sui 900 metri di parete, lungo i quali muoversi ed appendersi per riprendere le fasi dell'arrampicata.  Dati i lunghi tempi di posizionamento, dovevano mantenere la posizione anche tra un tentativo e l'altro, rimanendo per molte ore sospesi nel vuoto.
Dato che gran parte dei tentativi più difficili venivano svolti di notte, alla ricerca delle migliori condizioni climatiche e di aderenza della roccia, l'attrezzatura utilizzata per l'illuminazione e le riprese si è avvantaggiata dell'evoluzione tecnologica nel corso dei 6 anni, con l'uso di luci a led sempre più leggere e di circa 10 diversi tipi di telecamera.
Il lavoro principale è opera del Direttore della fotografia, Bret Lowell.

## Distribuzione
The Dawn Wall è uscito negli USA il 19 settembre 2018 e in Italia il 21 novembre 2018.